# ジム・マクマナス
ジェームズ・マイケル・マクマナス（Jamus Michael McManus、1936年7月20日 - ）は、アメリカ合衆国マサチューセッツ州ブルックライン出身の元プロ野球選手（一塁手）。
日本プロ野球での登録名は「マック」。

## 来歴・人物
1954年にアマチュアフリーエージェントでデトロイト・タイガースに入団。
1960年はカンザスシティ・アスレチックス傘下AA級シェルブポートで32本塁打を放ち、本塁打王のタイトルを獲得。9月にアスレチックスでメジャー昇格し、5試合に出場して1本塁打の記録を残す。1961年はアスレチックスからAAA級ハワイ・アイランダースに貸し出される形で移籍し、21本塁打、81打点を挙げた。
この年の10月にハワイへ遠征のために訪れていた大洋ホエールズの監督・三原脩の目に留まり、大洋に入団する。年俸は25,000ドル（推定）で、更に球団はマクマナスのために特注の家と自動車を用意し、遠征の際にはチームメイトと別の洋式ホテルに宿泊できる待遇を準備した。身長190cmを優に超えるこれほど巨大なアメリカ人がNPBでプレーするのは初めてとあって、マクマナスが来日した際には、スポーツ新聞に写真入りで紹介され、テレビのスポーツニュースでも真っ先に採り上げられる。また、日本側の期待も大きく50本塁打を予想する新聞もあった。なお、本人は30本塁打・100打点を公約に掲げていた。シーズンに入ると、桑田武・森徹とクリーンナップを打つが、練習不足のためか開幕から調子が上がらず、シーズンを通じて12本塁打・52打点という平凡な成績に終わる。翌1963年はおもに代打として出場するが、打率.180と前年よりもさらに成績を落とし、この年限りで退団した。

## 詳細情報

### 年度別打撃成績
| 年 度    | 球 団    | 試 合 | 打 席 | 打 数 | 得 点 | 安 打 | 二 塁 打 | 三 塁 打 | 本 塁 打 | 塁 打 | 打 点 | 盗 塁 | 盗 塁 死 | 犠 打 | 犠 飛 | 四 球 | 敬 遠 | 死 球 | 三 振 | 併 殺 打 | 打 率 | 出 塁 率 | 長 打 率 | O P S |
| -------- | -------- | ----- | ----- | ----- | ----- | ----- | -------- | -------- | -------- | ----- | ----- | ----- | -------- | ----- | ----- | ----- | ----- | ----- | ----- | -------- | ----- | -------- | -------- | ----- |
| 1960     | KCA      | 5     | 14    | 13    | 3     | 4     | 0        | 0        | 1        | 7     | 2     | 0     | 0        | 0     | 0     | 1     | 0     | 0     | 2     | 1        | .308  | .357     | .538     | .896  |
| 1962     | 大洋     | 115   | 418   | 376   | 41    | 98    | 12       | 1        | 12       | 148   | 52    | 4     | 3        | 1     | 5     | 32    | 3     | 4     | 70    | 6        | .261  | .321     | .394     | .715  |
| 1963     | 大洋     | 75    | 180   | 167   | 15    | 30    | 2        | 0        | 8        | 56    | 21    | 0     | 3        | 0     | 2     | 11    | 1     | 0     | 27    | 2        | .180  | .228     | .335     | .563  |
| MLB：1年 | MLB：1年 | 5     | 14    | 13    | 3     | 4     | 0        | 0        | 1        | 7     | 2     | 0     | 0        | 0     | 0     | 1     | 0     | 0     | 2     | 1        | .308  | .357     | .538     | .896  |
| NPB：2年 | NPB：2年 | 190   | 598   | 543   | 56    | 128   | 14       | 1        | 20       | 204   | 73    | 4     | 6        | 1     | 7     | 43    | 4     | 4     | 97    | 8        | .236  | .293     | .376     | .669  |

### 背番号
- 48 （1960年）
- 25 （1962年 - 1963年）